# IBM PC Junior
IBM PC Junior (PC Junior) је био кућни рачунар фирме IBM који је почео да се производи у САД од 1983. године.
Користио је Intel 8088 као микропроцесор. RAM меморија рачунара је имала капацитет од 64k (до 640 KB). 
Као оперативни систем кориштен је MS DOS.

## Детаљни подаци
Детаљнији подаци о рачунару PC Junior су дати у табели испод.
|                       |                                                                                      |
| [ 1 ]                 |                                                                                      |
| Произвођач            |                                                                                      |
| Тип                   | кућни рачунар                                                                        |
| Меморија              | 64k (до 640 )                                                                        |
| Поријекло             | Сједињене Америчке Државе                                                            |
| Година                | 1983                                                                                 |
| Тастатура             | Chicklet тастатура (тастатура са тастерима пуног помака је постала доступна касније) |
| Процесор              | 8088                                                                                 |
| Фреквенција процесора | 4,77                                                                                 |
| RAM                   | 64k (до 640 )                                                                        |
| ROM                   | 24                                                                                   |
| Текст                 | 40 x 25 / 80 x 25                                                                    |
| Графика               | 160 x 200 (16 боја), 320 x 200, 640 x 200                                            |
| Боја                  | 16                                                                                   |
| Звук                  | 3 канала                                                                             |
| Димензије             | непознато                                                                            |
| Портови               |                                                                                      |
| Оперативни систем     |                                                                                      |